# Leptoclinides faeroensis
Leptoclinides faeroensis is een zakpijpensoort uit de familie van de Didemnidae. De wetenschappelijke naam van de soort is voor het eerst geldig gepubliceerd in 1905 door Bjerkan.